# Patrick Little
Patrick John Little (17 juin 1884-16 mai 1963) est un homme politique irlandais du Fianna Fáil. Membre fondateur du parti, il occupe plusieurs postes ministériels, notamment en tant que ministre des Postes et Télégraphes.

## Jeunesse
Né à Dundrum, dans le comté de Dublin, il est le fils de Philip Francis Little (en) et de Mary Jane Holdright,. Ses deux parents sont originaires du Canada, et son père a été le premier premier ministre de Terre-Neuve avant de s'installer en Irlande où il s'implique dans le mouvement irlandais Home Rule.
Little fait ses études au Clongowes Wood College avant de fréquenter plus tard l'University College Dublin où il étudie le droit et obtient son diplôme d'avocat en 1914.

## Années révolutionnaires
Dès le début, Little s’engage dans la lutte pour l’indépendance. Après l'insurrection de Pâques de 1916, il fonde, avec Stephen O'Mara, la Ligue nationale irlandaise, qui, tout en étant opposée au Parti parlementaire irlandais et favorable à l'abstentionnisme, se méfie du militarisme des Volontaires irlandais. En 1918, les Volontaires, l'Irish Nation League et les Liberty Clubs, partisans de George Noble Plunkett, acceptent de fusionner sous la bannière du Sinn Féin avec Éamon de Valera comme président pour se présenter aux élections générales de 1918 sur un programme abstentionniste.
Little se présente dans la circonscription de Dublin Rathmines mais perd contre l'unioniste Maurice Dockrell, le seul unioniste élu dans la région qui va devenir l'État libre d'Irlande en dehors de l'université de Dublin. Il reste dans l'ombre du Sinn Féin pendant les années suivantes. En 1921, il est envoyé en Afrique du Sud pour représenter le gouvernement de la république d'Irlande. Il s'oppose au traité anglo-irlandais et combat pendant la guerre civile.
Il devient le premier rédacteur en chef d' An Phoblacht en 1925. Il dirige également d'autres journaux républicains, notamment New Ireland, Éire et Sinn Féin.

## Carrière politique
Little rejoint le Fianna Fáil peu de temps après sa fondation en 1926. Il est élu pour la première fois au Dáil Éireann comme député pour la circonscription de Waterford lors des élections générales de juin 1927. Il représente la circonscription jusqu'en 1954,.
Little est nommé whip en chef du gouvernement et secrétaire parlementaire du ministre des Affaires extérieures en 1933,. Little est nommé ministre des Postes et Télégraphes en 1939, et reste à ce poste jusqu'en 1948, lorsque le Fianna Fáil quitte le pouvoir. Il n'est pas reconduit au cabinet lorsque le Fianna Fáil revient au pouvoir en 1951. En 1952, après le décès de Bridget Redmond, le Fianna Fáil remporte l'élection partielle qui en résulte et détient trois sièges sur quatre dans la circonscription. Cela n'aurait pas été possible lors des élections générales suivantes, c'est pourquoi Little ne se représente pas aux élections générales de 1954.

## Retraite
Il est le premier président du Conseil des Arts de 1951 à 1956,. Il est responsable du développement de l'Orchestre Symphonique de Radio Éireann. En 1957, il est nommé au Conseil d'État par Seán T. O'Kelly et est reconduit par Éamon de Valera en 1959.
Little est décédé en mai 1963. Il est le grand-oncle de l'eurodéputé vert Ciarán Cuffe.